# 三遊亭楽麻呂
三遊亭 楽麻呂（さんゆうてい らくまろ、1963年11月21日 - ）は、日本の落語家。千葉県船橋市出身。五代目円楽一門会（事務局長）、太田プロダクション所属。出囃子は「推量節」または「春はうれしや」。

## 来歴
私立市川高等学校卒業後1982年3月、五代目三遊亭圓楽に入門。前座名は「青楽」。
1985年3月、二ツ目昇進し「三遊亭エンゼル」に改名。1986年、三遊亭楽麻呂に改名。
1991年3月、三遊亭圓左衛門と共に真打に昇進した。

## 芸歴
- 1982年3月 - 五代目三遊亭圓楽に入門、前座名は「青楽」。
- 1985年3月 - 二ツ目昇進、「エンゼル」に改名。
- 1986年 - 「楽麻呂」に改名。
- 1991年3月 - 真打昇進。

## 出演

### テレビ
- 笑点 - 真打襲名披露で、三遊亭圓左衛門と共に出演
- ビートたけしのお笑いウルトラクイズ（日本テレビ）
- 総理と呼ばないで - 噺家 役
- 駅弁女王と行く!全国鉄道グルメの旅（旅チャンネル）

### ラジオ
- NHK まいにちロシア語 入門編 2020年4月〜[1]
- NHKカルチャーラジオ 芸術その魅力「落語で出会う人生の金言」（2023年4～6月、NHK第2）

### 映画
- ピノキオ√964（1991年）
- ROUND1（日韓合作映画、2002年）